# Rhaphium occipitale
Rhaphium occipitale är en tvåvingeart som beskrevs av Charles Howard Curran 1927. Rhaphium occipitale ingår i släktet Rhaphium och familjen styltflugor.
Artens utbredningsområde är Louisiana. Inga underarter finns listade i Catalogue of Life.